# Psilopsyche molinai
Psilopsyche molinai is een schietmot uit de familie Philorheithridae. De soort komt voor in het Neotropisch gebied.